# Roller en ligne

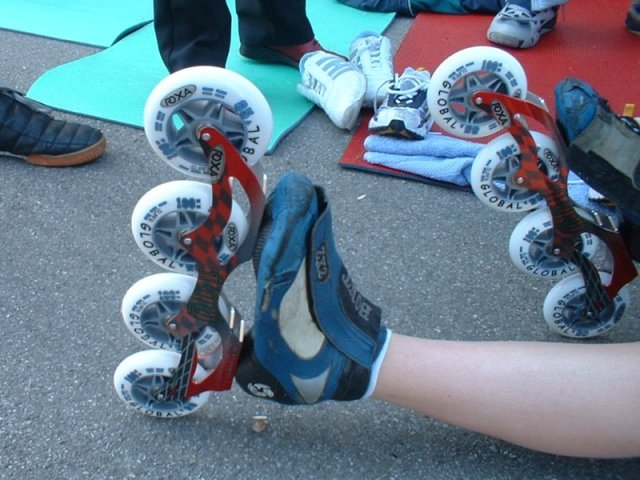
Une paire de patins en ligne de vitesse.

Le patin en ligne ou patin à roues alignées est un type de patin à roulettes. Contrairement au quad, le patin traditionnel, qui possède quatre roues disposées en deux rangées de deux roues non-alignées, le patin en ligne possède des roues alignées comme la lame d'un patin à glace.
Certains patins en ligne, essentiellement ceux destinés aux débutants, possèdent un frein au talon qui permet de ralentir.
Ils se divisent en différentes catégories, suivant l'utilisation : vitesse, fitness, hockey ou rue.
Les premiers modèles de patin à roulettes possédaient déjà des roues en ligne, mais ils furent rapidement remplacés par les quads, dont la configuration permet des virages plus faciles. C'est avec l'avènement des roues en polyuréthane, apparues en 1979, que la popularité des rollers en ligne connut une croissance ininterrompue jusqu'à ce jour[Quand ?], au point de dépasser le quad et de devenir un sport de masse. La marque Rollerblade fondée par Scott et Brennan Olson à Minneapolis en 1983 devint le symbole du patin en ligne, au point d'en devenir l'antonomase.